# Ławica (Kłodzko)
Ławica (deutsch Labitsch); 1937–1945: Neißenfels; tschechisch Hlavatce, ist ein Ort in der Landgemeinde Kłodzko im Powiat Kłodzki der Wojewodschaft Niederschlesien in Polen. Es liegt fünf Kilometer nördlich von Kłodzko (Glatz).

## Geographie

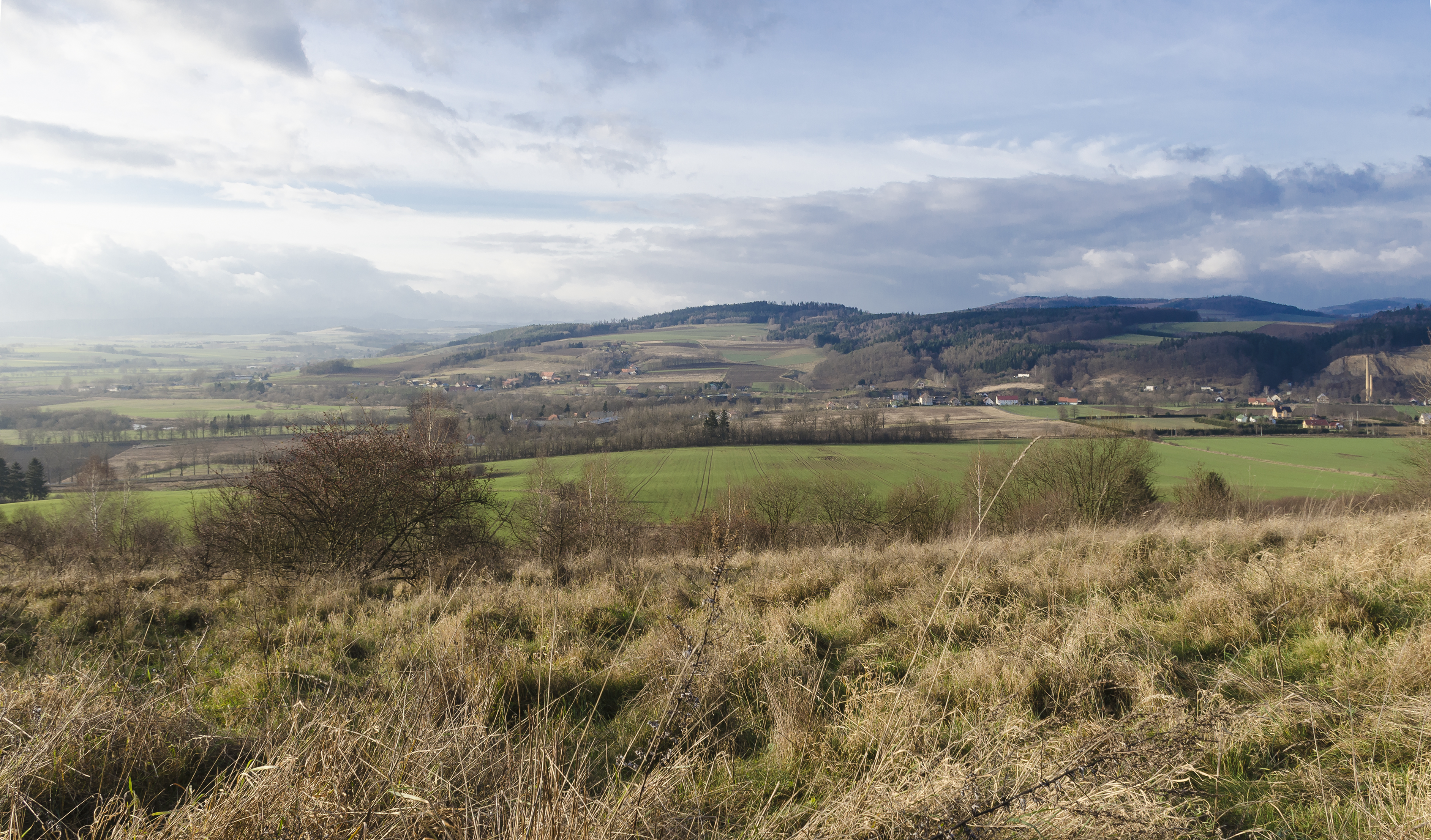
Umgebung von Ławica

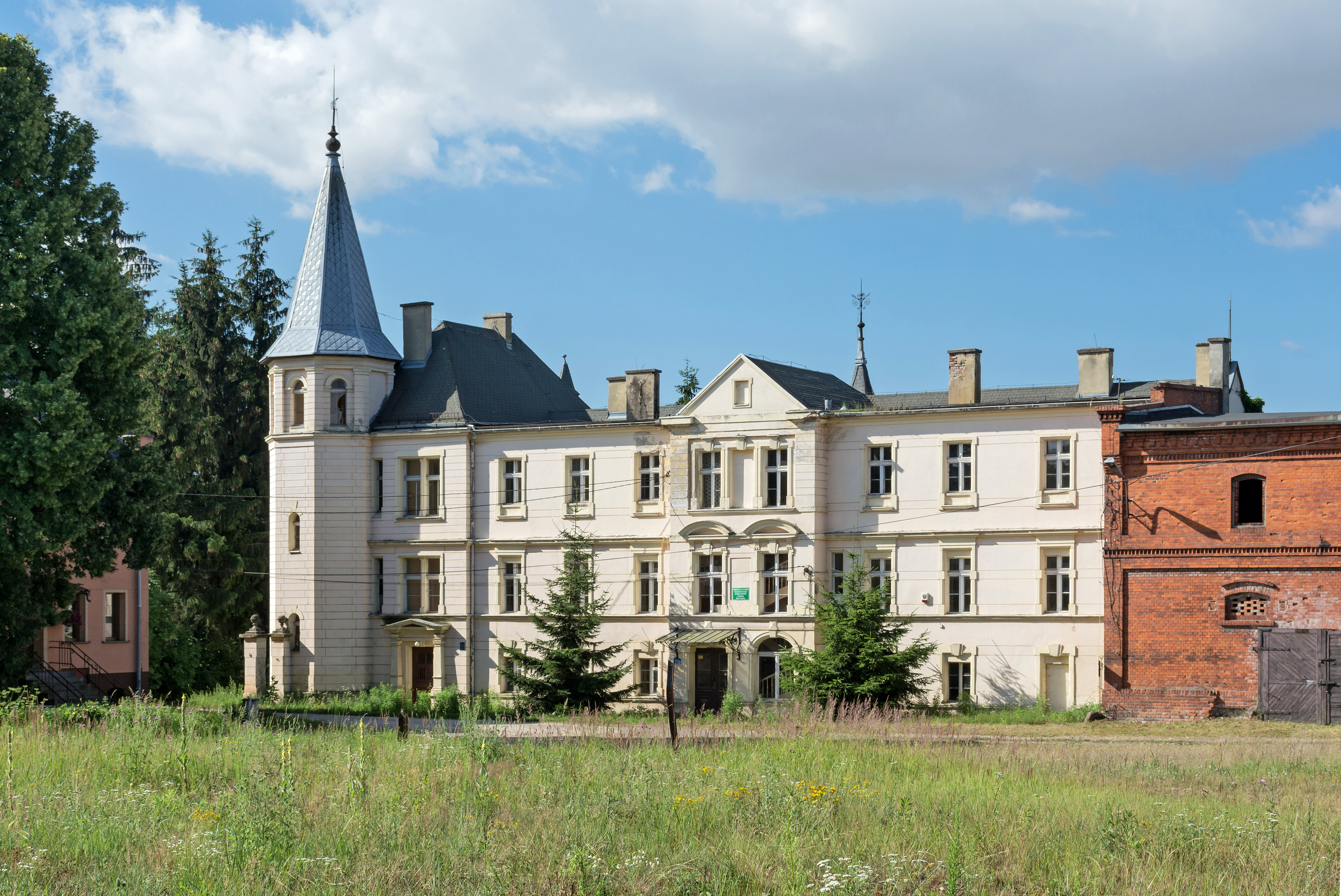
Schloss Labitsch

Ławica liegt im Tal der unteren Glatzer Neiße. Nachbarorte sind Młynów (Mühldorf) im Norden, Podtynie (Poditau) im Nordosten, Boguszyn (Friedrichswartha) im Osten, Goszyce (Hassitz) und Ustronie (Halbendorf) im Süden, Gołogłowy (Hollenau) im Südwesten und Ścinawica (Steinwitz) im Westen.

## Geschichte
Labitsch wurde erstmals 1337 als „Lawicz“ erwähnt. Weitere Schreibweisen waren „Lowicz“ (1355), „Lawcez“ (1397) und 1494 „Labetz“. Es gehörte von Anfang an zum Glatzer Land, mit dem es die Geschichte seiner politischen und kirchlichen Zugehörigkeit teilte.
Nach dem Ersten Schlesischen Krieg 1742 und endgültig mit dem Hubertusburger Frieden 1763 kam Labitsch zusammen mit der Grafschaft Glatz an Preußen. Nach der Neugliederung Preußens gehörte es ab 1815 zur Provinz Schlesien und war ab 1816 dem Landkreis Glatz eingegliedert, mit dem es bis 1945 verbunden blieb. Als selbständige Landgemeinde gehörte es zum Amtsbezirk Labitsch bzw. Hassitz. Am 21. September 1874 erhielt Labitsch Eisenbahnanschluss an der Strecke Breslau–Mittelwalde. 1937 erfolgte die Umbenennung von Labitsch in Neißenfels. 1939 wurden 378 Einwohner gezählt.
Als Folge des Zweiten Weltkriegs fiel Labitsch/Neißenfels 1945 wie fast ganz Schlesien an Polen und wurde in Ławica umbenannt. Die deutsche Bevölkerung wurde, soweit sie nicht schon vorher geflohen war, vertrieben. Die neu angesiedelten Bewohner waren teilweise Zwangsumgesiedelte aus Ostpolen, das an die Sowjetunion gefallen war. 1975–1998 gehörte Ławica zur Woiwodschaft Wałbrzych (Waldenburg).

## Sehenswürdigkeiten
- Das Schloss Labitsch mit Vorwerk und Schlosspark wurde im 17. Jahrhundert errichtet. 1886 wurde es durch den Gutsbesitzer Rudolph Schöller im Stil des Historismus umgebaut.
- Statue des böhmischen Landesheiligen Johann von Nepomuk.